# Discestra sodae
Discestra sodae là một loài bướm đêm trong họ Noctuidae.